# Dotan (antike Stadt)

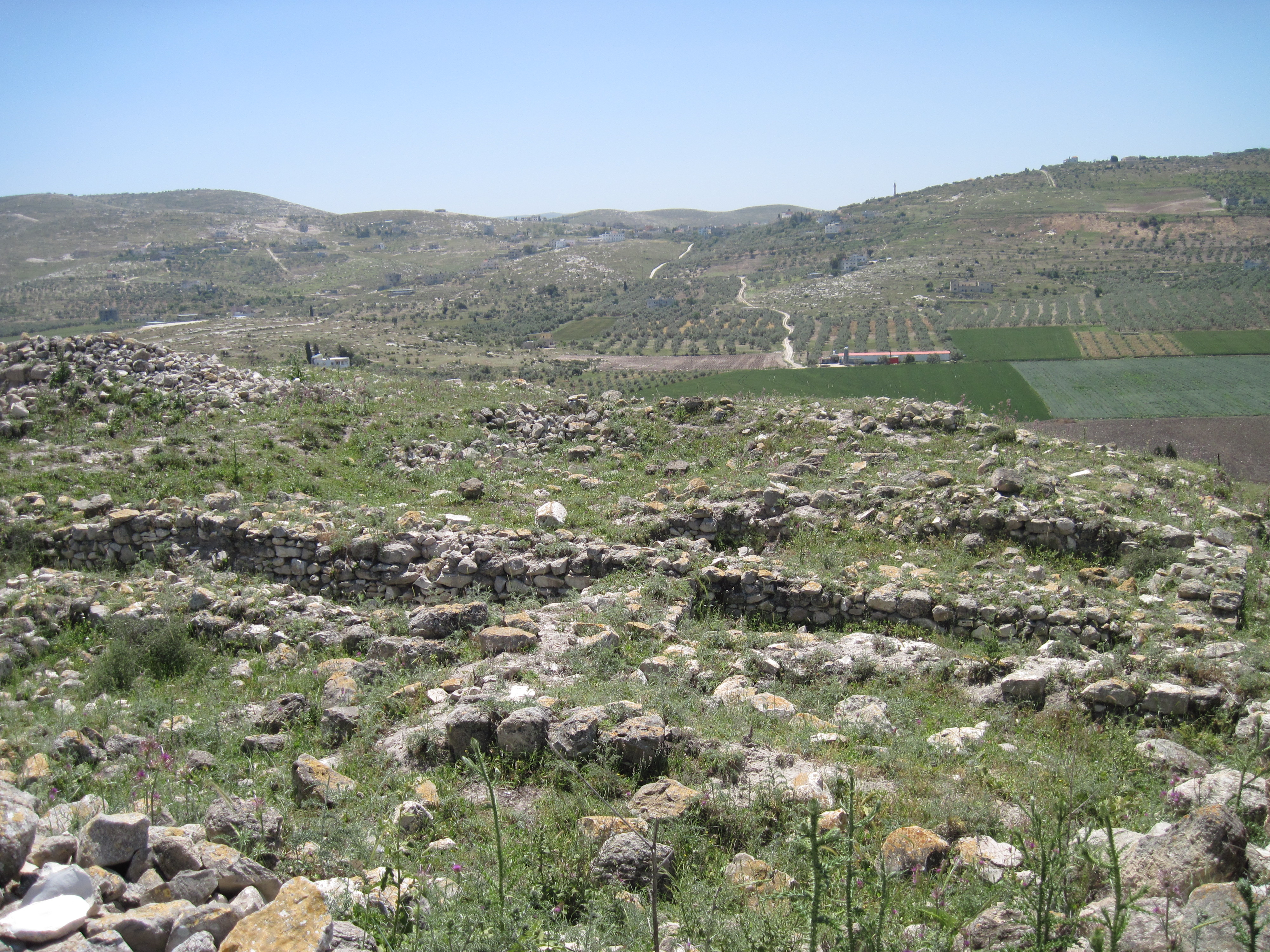
Tell-Dotan

Dotan (auch Dothan, hebräisch דֹּתָן) war eine antike Stadt in Mittelpalästina, deren Überreste im heutigen Tell-Dotan (auch Tell-Dothan, hebräisch תֵּל דּוֹתָן) im Westjordanland, etwa 100 Kilometer nördlich von Jerusalem, ausgegraben wurden. Dotan wird zweimal in der hebräischen Bibel erwähnt.

## Geographische Lage
Dotan lag etwa 20 Kilometer nördlich von Sichem (der heutigen Stadt Nablus) und dem benachbarten Samaria im Gebiet des Stammes Manasse und etwa 100 Kilometer nördlich von Jerusalem. Eusebius lokalisiert Dotan im nördlichen Distrikt von Sebaste (Samaria). Gen Norden erstreckt sich das Dotan-Tal. In der Nähe entspringt der Hadera-Fluss, der bei Chadera ins Mittelmeer mündet.
Die Lage unweit einer Karavanenstraße von Syrien nach Ägypten, die durch die Dotan-Ebene führte, sowie gute Verteidigungsmöglichkeiten machten Dotan in der Antike zu einer wichtigen Stadt.
Durch die Nähe zu mehreren Gebirgspässen über den Karmel erwies sich die Lage Dotans als günstig für den ersten Vorderasien-Feldzug des Königs Thutmosis III. und die Schlacht bei Megiddo. Der Pharao führt Dotan unter seinen eroberten Städten dieses Feldzugs auf.
Die 1977 in der Nähe angelegte israelische Siedlung Mewo Dotan greift den alten Siedlungsnamen auf.

## Erwähnungen in der Bibel
Dotan begegnet das erste Mal in der Schilderung der Verrats seiner Brüder an Josef in Gen 37,15–36 . Josef wird von seinem Vater nach Sichem geschickt, um nach seinen Brüdern zu suchen, die die Herden der Familie in der Region weiden. Von Sichem aus wird Josef Richtung Dotan weiterverwiesen. Dort angekommen, wird Josef von seinen Brüdern in eine Zisterne geworfen und später an ismaelitische Händler verkauft, die ihn nach Ägypten bringen.
Ein weiteres Mal wird Dotan in 2 Kön 6,8–22  erwähnt. Dort bezeichnet es den Ort, wo der Prophet Elischa lebt. In dieser Passage wird erzählt, wie der König von Syrien Truppen entsendet, die Elischa gefangen nehmen sollen, weil er mit seinen seherischen Fähigkeiten zuvor mehrere Male Raubzüge der Syrer auf israelischem Gebiet vereitelt hatte. Das syrische Heer umzingelt in der Nacht die Stadt und versetzt den Diener des Propheten am Morgen in Angst und Schrecken. Auf Elischas Gebet hin wird seinem Diener die unsichtbare himmlische Streitmacht offenbart, die den ganzen Berg besetzt. Schließlich betet Elischa darum, dass Gott die Syrer mit Blindheit schlagen möge. Dies geschieht, und er führt die Angreifer nach Samaria, wo sie vom israelischen König zunächst gefangen genommen, dann jedoch, nachdem ihnen ein reiches Mahl serviert wurde, wieder auf freien Fuß gesetzt werden.

## Archäologische Ausgrabungen
Tell-Dotan ist archäologisch gut erforscht. Der Tell hat eine Ausdehnung von etwa zehn Hektar und erhebt sich etwa 60 Meter über die umliegende Ebene. Das Gelände wurde 1952 von Joseph P. Free, Professor für Archäologie am Wheaton College (Illinois), gekauft. Er leitete dort zehn Ausgrabungskampagnen in den Jahren 1953 bis 1964 und dokumentierte die Funde über die Jahre in sieben Veröffentlichungen im Bulletin of the American Schools of Oriental Research. Viele seiner Funde sind im Archäologie-Museum des Wheaton-Colleges ausgestellt und werden heute vom Wheaton College Archaeology Laboratory kuratiert.
Frees Ausgrabungen belegen eine Besiedlung des Areals über einen Zeitraum, der sich von der späten Kupfersteinzeit (ca. 3800–3200 v. Chr.) bis in die hellenistische Periode erstreckt. Mehrere Siedlungsschichten sowie eine massive Mauer und ein Turm von beachtlicher Größe, deren Charakteristika sich mit denen anderer befestigter Städte jener Zeit decken, deuten auf eine dichte Besiedlung in der frühen Bronzezeit (ca. 3200–2400 v. Chr.). Vom Ende der frühen Bronzezeit über die mittlere Bronzezeit (ca. 2400–1800 v. Chr.) war der Ort anscheinend weitgehend unbesiedelt. Danach bleiben die Spuren sporadisch, sodass eine Besiedlung bis in die frühe Eisenzeit (ca. 1800–1000 v. Chr.) nicht gesichert ist. Ab der mittleren Eisenzeit gibt es wieder deutliche Hinweise auf eine Besiedlung. Aus dieser Periode wurden unter anderem Häuser ausgegraben, deren Dachbalken entsprechend datiert werden konnten, aber auch enge Straßen sowie viele Skelette eines großen Friedhofs. Ein weiterer wichtiger Fund war ein seltenes Fragment eines vierhörnigen Altars, das in einem Haus gefunden wurde und den Schluss nahelegt, dass der Raum religiös genutzt wurde.
Im späten 9. Jahrhundert v. Chr. wurde Dotan offenbar zerstört. Eine Wiederbesiedlung geschah dann erst in der hellenistischen Zeit, der Ort blieb jedoch klein. Aus dieser Zeit ist eine Münze mit dem Namensaufdruck „Antiochos“ ein bemerkenswerter Fund.
In der Nähe der Stadt wurden drei Meter tiefe Zisternen gefunden, die an die Josefserzählung erinnern.

### Übersichtsartikel
- Immanuel Benzinger: Dothan. In: Paulys Realencyclopädie der classischen Altertumswissenschaft (RE). Band V,2, Stuttgart 1905, Sp. 1610.
- A. R. Millard: Dotan. In: Helmut Burkhardt; Fritz Grünzweig et al. (Hrsg.): Das große Bibellexikon. R. Brockhaus, Wuppertal; Brunnen, Gießen 1987, S. 277.
- Charles Meeks: Dothan. In: John D. Barry; David Bomar et al. (Hrsg.): The Lexham Bible Dictionary. Lexham Press, Bellingham, WA 2016.

### Veröffentlichungen zu den Ausgrabungen
- Joseph P. Free: The First Season of Excavation at Dothan. In: Bulletin of the American Schools of Oriental Research. 131 (Oct 1953), S. 16–20.
- Joseph P. Free: The Second Season at Dothan. In: Bulletin of the American Schools of Oriental Research. 135 (Oct 1954), S. 14–20.
- Joseph P. Free: The Third Season at Dothan. In: Bulletin of the American Schools of Oriental Research. 139 (Oct 1955), S. 3–9.
- Joseph P. Free: Excavation of Dothan. In: Biblical Archaeologist. 19, no. 2 (May 1956), S. 43–48.
- Joseph P. Free: The Fourth Season at Dothan. In: Bulletin of the American Schools of Oriental Research. 143 (Oct 1956), S. 11–17.
- Joseph P. Free: Radiocarbon Date of Iron Age Level at Dothan. In: Bulletin of the American Schools of Oriental Research. 147 (Oct 1957), S. 36–37.
- Joseph P. Free: The Fifth Season at Dothan. In: Bulletin of the American Schools of Oriental Research. 152 (Dec 1958), S. 10–18.
- Joseph P. Free: The Sixth Season at Dothan. In: Bulletin of the American Schools of Oriental Research. 156 (Dec 1959), S. 22–29.
- Joseph P. Free: The Seventh Season at Dothan. In: Bulletin of the American Schools of Oriental Research. 160 (Dec 1960), S. 6–15.
- S. W. Helms: Early Bronze Age Fortifications at Tell Dothan. In: Levant. 9, no. 1 (1977), S. 101–114.
- Robert E. Cooley: Gathered to His People: A Study of a Dothan Family Tomb. In: Morris Inch; Ronald Youngblood (Hrsg.): The Living and Active Word of God: Studies in Honor of Samuel J. Schultz. Eisenbrauns, Winona Lake, Ind. 1983, S. 47–58.
- Robert E. Cooley; Gary D. Pratico: Tell Dothan: The Western Cemetery, with Comments on Joseph Free’s Excavations 1953–1964. In: Annual of the American Schools of Oriental Research. 52 (1994), S. 147–190.
- Justin S. E. Lev-Tov; Edward F. Maher: Food in Late Bronze Age Funerary Offerings: Faunal Evidence from Tomb 1 at Tell Dothan. In: Palestine Exploration Quarterly. 33.2 (July 2001), S. 91–110 (Digitalisat).
- Daniel M. Master (Hrsg.): Dothan I: Remains from the Tell (1953–1964). Eisenbrauns, Winona Lake, Ind. 2005.
- Shimon Gibson; Titus Kennedy; Joel Kramer: A Note on an Iron Age Four-Horned Altar from Tel Dothan. In: Palestine Exploration Quarterly. 145, no. 4 (2013), S. 306–319 (Digitalisat).